# Instytut Włókien Sztucznych i Syntetycznych
Instytut Włókien Sztucznych i Syntetycznych – jednostka organizacyjna Ministerstwa Przemysłu Chemicznego, istniejąca w latach 1951–1961, powołana z zadaniem prowadzenia prac naukowo-badawczych w dziedzinie włókien sztucznych i syntetycznych w celu zapewnienia rozwoju produkcji przemysłowej.

## Powołanie Instytutu
Na podstawie zarządzenia Ministra Przemysłu Chemicznego z 1951 r. w sprawie przystosowania organizacji instytutu specjalnego pod nazwą Instytut Włókien Syntetycznych i Sztucznych do wymagań ustawy z dnia 8 stycznia 1951 r. o tworzeniu instytutów naukowo-badawczych dla potrzeb gospodarki ustanowiono Instytut. Powołanie Instytutu pozostaje w związku ustawą z 1951 r. o tworzeniu instytutów naukowo-badawczych dla potrzeb gospodarki narodowej.
Zwierzchni nadzór nad instytutem sprawował Minister Przemysłu Chemicznego przez Centralny Zarząd Przemysłu Włókien Sztucznych.

## Zadania Instytutu
Zadaniem instytutu było prowadzenie prac naukowo-badawczych, mających na celu rozwój produkcji przemysłowej w dziedzinie włókien sztucznych i syntetycznych, a w szczególności:
- organizowanie i prowadzenie prac naukowo-badawczych dla stworzenia podstaw zarówno teoretycznych, jak i praktycznych dla nowych działów produkcji lub nowych metod wytwarzania, organizacji pracy oraz podnoszenia jakości produkcji,
- śledzenie postępu technicznego i naukowego oraz udzielanie opinii w sprawach związanych z postępem wiedzy i techniki,
- udoskonalania i usprawniania metod już stosowanych w przemyśle,
- inicjowanie nowych działów produkcji i współpracy przy ich organizowaniu,
- przeprowadzanie ekspertyz, zleconych prac technicznych i naukowo-badawczych,
- kształcenie przyszłych naukowców dla potrzeb własnych i innych instytutów naukowych oraz kształcenie personelu przemysłu w zakresie nowych gałęzi przemysłu, nie uwzględnionych w programach szkolnictwa,
- współdziałanie w pracach zbiorowych, organizowanych przez inne instytuty i pracownie szkół wyższych i innych ośrodków badawczych w celu rozwiązania bardziej złożonych zagadnień,
- nawiązywanie i utrzymywanie łączności z odpowiednimi instytucjami i organizacjami za granica,
- prowadzenie dokumentacji i informacji naukowej i naukowo-technicznej.

## Kierowanie instytutem
Na czele Instytutu stał dyrektor, który kierował samodzielnie działalnością Instytutu i był z nią odpowiedzialny. Dyrektor zarządzał instytutem przy pomocy jednego zastępcy. Zastępca miał przydzielony zakres prac, za który odpowiadał przed dyrektorem.

## Rada Naukowa
Przy Instytucie działała Rada Naukowa, która składała się z przewodniczącego, jego zastępcy i 12 członków, powoływanych przez ministra na okres 3 lat spośród przedstawicieli nauki i znawców zagadnień wchodzących w zakres działania instytutu.
Do zadań Rady Naukowej należało:
- inicjowanie prac naukowo-badawczych,
- opiniowanie planów naukowo-badawczych i preliminarzy budżetowych Instytutu,
- wypowiadania się w sprawie organizacji Instytutu,
- rozpatrywanie innych spraw na zlecenie ministra lub na wniosek przewodniczącego Rady.

## Zniesienie Instytutu
Na podstawie zarządzenie Przewodniczącego Komitetu Pracy i Płac z 1961 r. w sprawie ustalenia wykazu instytutów naukowo-badawczych uważanych za instytuty techniczne zlikwidowano Instytut.